# Liste der Tomatensorten/X
Erläuterungen und Quellen: Siehe Hauptartikel!
| Tomatensorte          | Bild | Beschreibung                              | Quellen |
| --------------------- | ---- | ----------------------------------------- | ------- |
| X 6048                |      |                                           | j       |
| X-Basinga             |      | Stabtomate. Fruchtgewicht: 35 g.          | m       |
| X-Basinga Oval        |      | Stabtomate. Fruchtgewicht: 35 g.          | m       |
| Xantha                |      |                                           | g, h    |
| Xànthi (oder: Xanthi) |      |                                           | c, d    |
| Xanthophyllic         |      |                                           | g, h    |
| Xara                  |      |                                           | j       |
| Xenon                 |      | Züchter: Clause Semences Sa (Fr)          | j       |
| Xenox                 |      | Züchter: Western Seed España, S.A.        | j       |
| Xerries               |      |                                           | c       |
| Ximena                |      | Züchter: Western Seed España, S.A.        | j       |
| Xito                  |      | Züchter: Sakata Vegenetics (Pty) Ltd (Za) | j       |
| Xotil                 |      | Züchter: Western Seed España, S.A.        | j       |
| Xotyl                 |      | Züchter: Western Seed España S.A.         | j, o    |
| Xp 02510198           |      |                                           | j       |
| Xp 02510214           |      |                                           | j       |
| Xp 12219              |      |                                           | j       |
| Xp 5034               |      | Züchter: Seminis Vegetable Seeds, Inc.    | j, o    |
| Xph 112044            |      |                                           | j       |
| Xph 12097             |      |                                           | j       |
| Xph 12219             |      |                                           | j       |
| Xph 423               |      |                                           | j       |
| Xph 5031              |      |                                           | j       |
| Xph 5811              |      |                                           | j       |
| Xph 5822              |      |                                           | j       |
| Xph 5854              |      |                                           | j       |
| Xue Li                |      |                                           | j, o    |
| Xuquer                |      | Züchter: Intersemillas                    | j, o    |
| Xuxa                  |      |                                           | c, d    |
| Xxl                   |      |                                           | c       |